# 復活 (クルアーン)
『復活』とは、クルアーンにおける第75番目の章（スーラ）。40の節（アーヤ）から成る。マッカ啓示に分類される。

## 内容
冒頭の「わたしは，復活の日において誓う。」に因んでこの題名が付けられている。
不信心者たちに対する訓戒が述べられる。